# Onze-Lieve-Vrouwepand

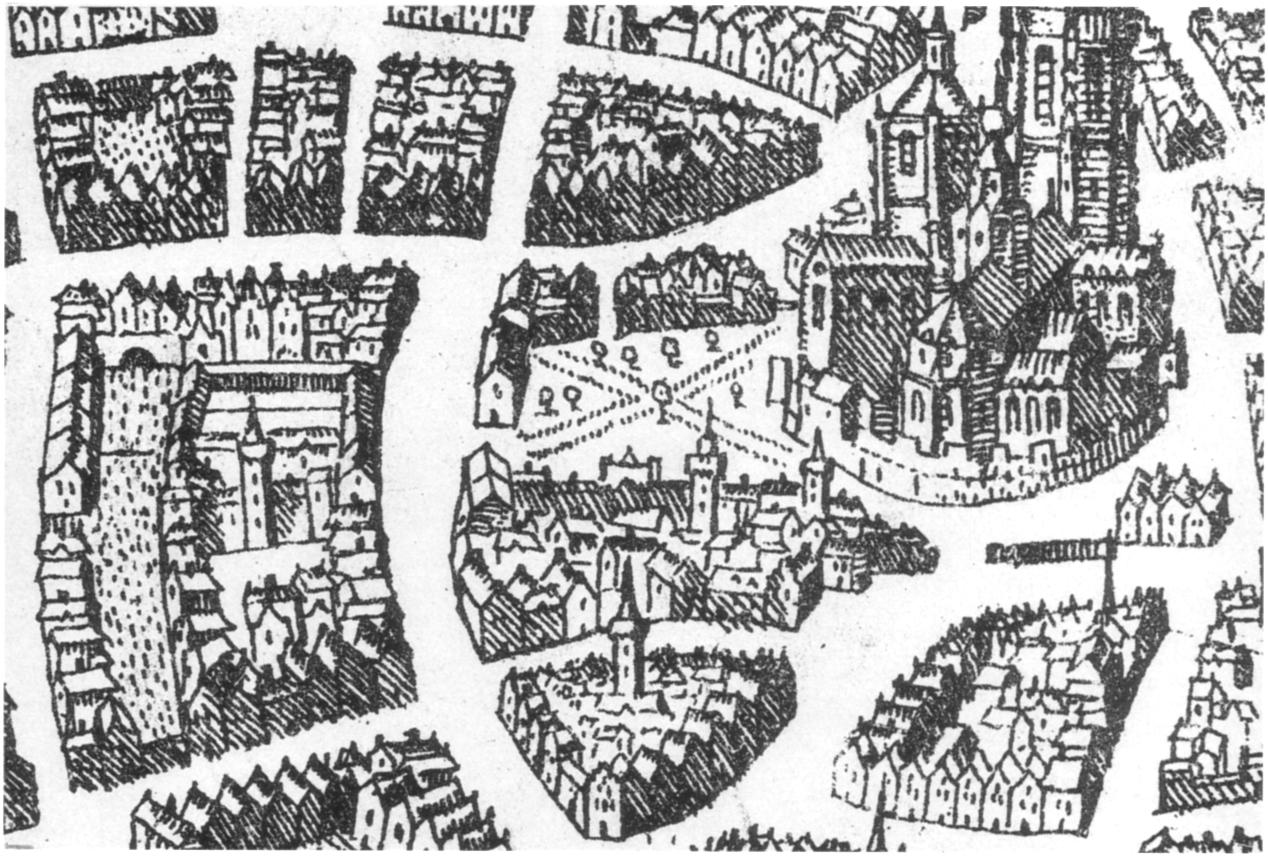
Detail van de kaart van Antwerpen uit 1557 van Hieronymus Cock met een zicht op de Onze-Lieve-Vrouwe kerk, het kerkhof en het Onze-Lieve-Vrouwepand over het kerkhof

Het Onze-Lieve-Vrouwepand was de kunstmarkt in Antwerpen van 1460 tot 1560, gebouwd en georganiseerd door de kanunniken van de toenmalige Onze-Lieve-Vrouwekerk. De kerk was toen nog geen kathedraal maar werd wel zo ontworpen en gebouwd, wat handenvol geld kostte. Het pand werd gebouwd om het kapittel van een gestage bron van inkomsten te voorzien. Het pand was een overdekte kunstmarkt gebouwd zoals een claustrum in een klooster: galerijen rondom een open binnenplaats. Het pand werd opgericht in 1460 en gesloopt in 1560 bij de aanleg van de Pandstraat. Het was gelegen tussen het Groenkerkhof en de Schoenmarkt. In het pand konden de kunstschilders, beeldsnijders, schrijnwerkers en boekhandelaren een kraampje huren waar ze hun producten konden tentoonstellen voor de verkoop. Het was de grootste kunstbeurs in het toenmalige Europa.

## Ontstaan
De kunstmarkten waren het logische gevolg van de tendens in de kunstwereld om kunstwerken te produceren voor de vrije markt in plaats van het werken op bestelling.
De basis voor de internationale handel in Antwerpen waren de tweejaarlijkse jaarmarkten: de Sinksenfoor die begon op de tweede zondag voor Pinksteren en de Bamismarkt die begon op de tweede zondag na Maria Hemelvaart op 15 augustus. De markten duurden gemiddeld zes weken, hoewel dat kon variëren. Het waren vrije markten waar lokale en vreemde handelaars hun waren konden uitstallen in kraampjes opgesteld in de straten, op de pleinen, in winkels en andere beschikbare gebouwen. Het was vrij normaal dat handelaars die dezelfde goederen aanboden dezelfde locaties opzochten en de pand-markt was een gevolg van deze situatie. Panden waren er in allerlei vormen en maten gaande van een eenvoudig huis, over een overdekte galerij tot een kloosterpand. Naast het Onze-Lieve-Vrouwepand was er in Antwerpen daarvoor al het Dominicanenpand of Predikherenpand dat in 1445 formeel werd erkend als handelspand.. In een reisverslag van Pero Tafur, een Andalusische edele, wordt in 1438 al gewag gemaakt van de verkoop van schilderijen in een Franciscaans klooster en van goud- en zilverwerk in het klooster van de Dominicanen. Het enige Franciscaans klooster in die tijd was het Beggaardenklooster, maar over een Beggaardenpand kan verder geen documentatie gevonden worden.
In 1445 werd het Predikherenpand ook al gebruikt door de Antwerpse en Brusselse schilders maar na discussies in 1480 tussen het Sint-Lucasgilde en de dominicanen verlaat de Sint-Lucasgilde het Predikherenpand. Vanaf 1481 was er een overeenkomst tussen de Antwerpse en de Brusselse gilden waardoor de leden van het Brusselse gilde hun schilderijen mochten verkopen in het Onze-Lieve-Vrouwepand.

## Actieve periode
Het Onze-Lieve-Vrouwepand was eigenlijk de opvolger van de gemeyne cramen die sinds 1387 tijdens de jaarmarkten door het kapittel verhuurd werden. De kraampjes werden geïnstalleerd op het kerkhof wat nu de Groenplaats is, en werden vooral gebruikt door de handschoenmakers, pelsbewerkers en textielhandelaars. In 1426 werd aan de zuidkant van het kerkhof het craemhuys gebouwd. Het Onze-Lieve-Vrouwepand met meer dan 100 standen die verhuurd werden aan schilders, beeldhouwers, drukkers, boekverkopers en schrijnwerkers was dus een marktpand zoals het Beggaardenpand en het Predikherenpand, maar wat het uniek maakt is dat het de eerste kunstmarkt in Europa was die ondergebracht was in een speciaal daarvoor opgericht gebouw.
In 1484 gaf de stad een verordening uit die bepaalde dat de verkoop van schilder- en beeldhouwkunst alleen mocht plaatsvinden in het Onze-Lieve-Vrouwepand.
Men cundicht en[de] gebiet van sHeeren en[de] vander stadt wegen dat voortane een jegelyck wie hy zy van binnen en[de] van buyten den Lande van Brabant met heuren outaertafelen, tafereelen, beelden, taber-naclen, choeren ende diergelycke gestoffeert ende ongestoffeert, van houte, van steenen en[de] van allen datter aen cleeft, nergensch voort doen en[de] sal in de jaermercten van Antwerpen, dan in Onser Lieuer Vrauwen pand by tkerkhoff gestaen by de schilders van Bruessele ende van Antwerpen.

## Teloorgang

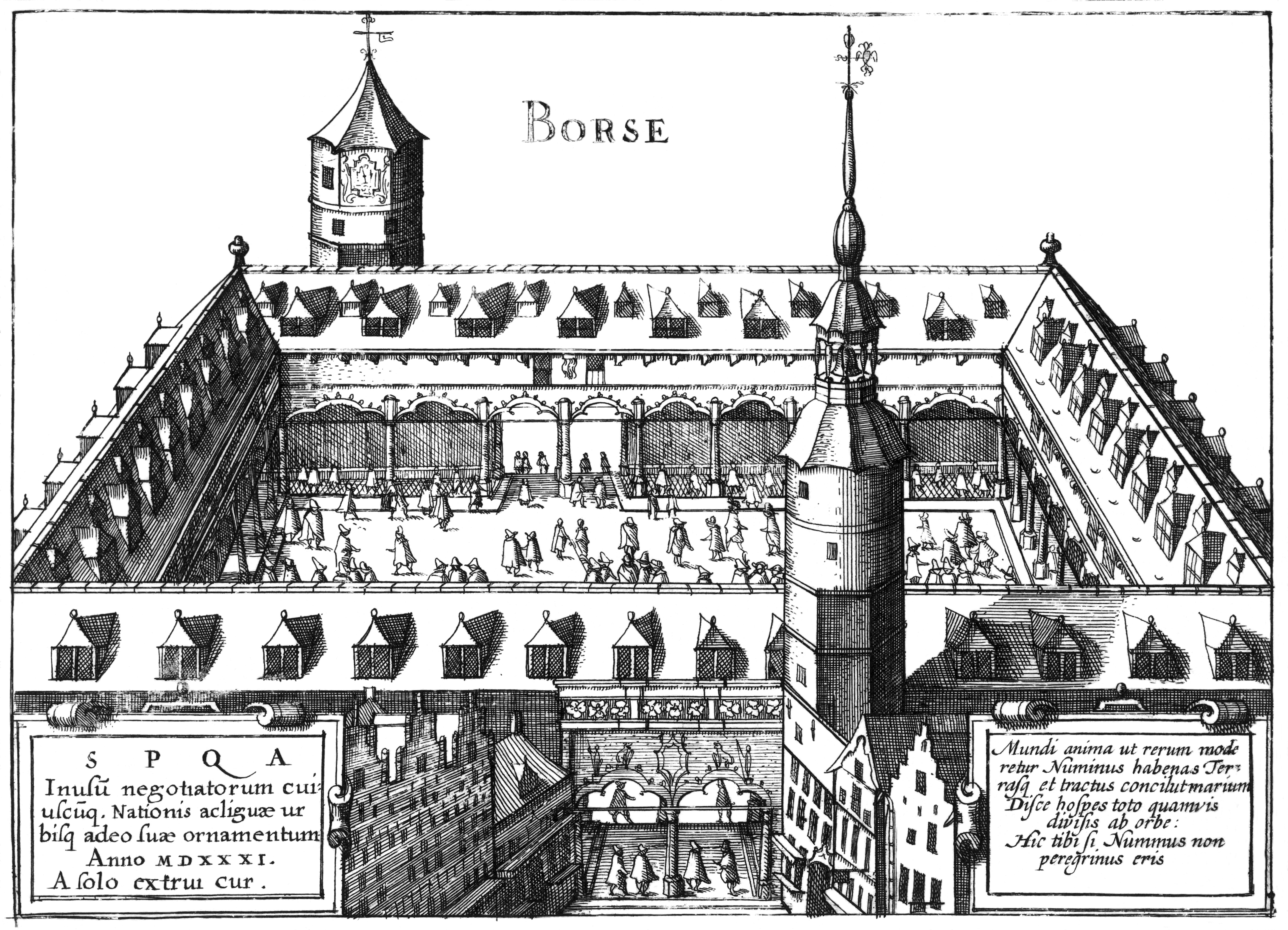
Prent uit de "Descrittione di tutti i Paesi Bassi, altrimenti detti Germania inferiore" van Lodovico Guicciardini. De tekening werd voor het eerst gepubliceerd in de Plantin editie van 1581.

In 1540 werd in de handelsbeurs te Antwerpen een galerij ingericht met 100 winkels, het zogenoemde Schilderspand. Hier mochten uitsluitend leden van het Sint-Lucasgilde, ingeschreven in de liggeren hun schilderijen te koop aanbieden. De boekhandelaars waren in 1533 al verhuisd naar het nieuwe beursgebouw. Het aantal kunstenaars dat exposeerde en handelde in het Onze-Lieve-Vrouwepand begon vanaf de jaren 1530 stelselmatig te verminderen terwijl het aantal schrijnwerkers opliep. In de jaren 1550 werden nog nieuwe plaatsen gecreëerd in huizen, onder meer in de Cammerstraat. Maar samen met de teruglopende economische situatie, ging het aantal huurders in het Onze-Lieve-Vrouwepand stelselmatig achteruit. Dit luidde het einde in van het Onze-Lieve-Vrouwepand als kunstmarkt en in 1560 werd inderdaad besloten om het gebouw te slopen en werd de Pandstraat aangelegd.

## Kunstenaars
Van de kunstenaars die in het pand verkoopruimte huurden zijn slechte enkele namen bewaard gebleven van kunstenaars waaraan we nu nog werken kunnen toeschrijven namelijk Jan Genoots en Jan de Moeleneer of de Molder. De namen werden pas in de boekhouding opgenomen vanaf 1543 tot 1560. De gegevens van 1544-1546 ontbreken. Van de leidende kunstenaars in Antwerpen gedurende die periode zoals Pieter Coecke van Aelst, Jan Sanders van Hemessen, Pieter Aertsen, Frans Floris, en Pieter Bruegel de Oude is er geen spoor. Men vermoedt dat die zo bekend waren dat ze direct vanuit hun atelier konden verkopen. Het pand zou dus meer het verkoopskanaal geweest zijn voor kunstenaars zonder de bekendheid en reputatie van de grote meesters.